# Impasse Haxo
L'impasse Haxo est une voie située dans le quartier Saint-Fargeau du 20e arrondissement de Paris.

## Situation et accès
L'impasse Haxo est desservie à proximité par la ligne 3 bis à la station Pelleport.

## Origine du nom

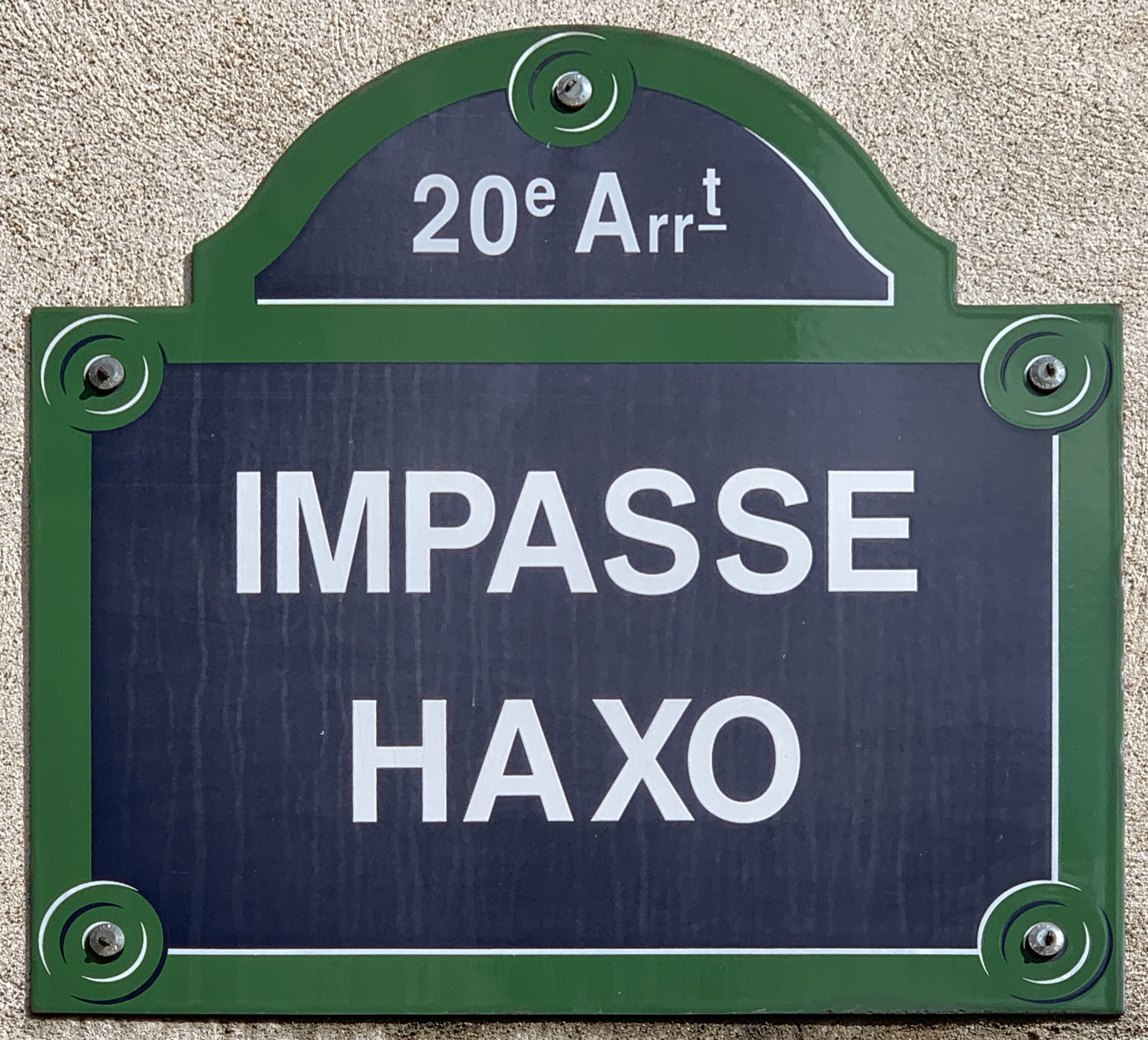
Plaque de l'impasse.

Elle porte le nom du général d'Empire François Nicolas Benoît Haxo (1774-1838) en raison de sa proximité avec la rue éponyme. 

## Historique
Cette voie qui était une partie du « chemin de la Porte-des-Vaches » est classée comme sentier rural de l'ancienne commune de Charonne par un arrêté du 3 juillet 1830, avant d'être classée dans la voirie parisienne en vertu du décret du 23 mai 1863 et de prendre sa dénomination actuelle par un arrêté du 1er février 1877.